# Александрия (Румыния)
Алекса́ндрия (рум. Alexandria) — город в Мунтении (Южная Румыния), административный центр жудеца Телеорман.
Транспортный узел. 

## История
Город был основан на правом берегу реки Ведя в 1834 году по просьбе жителей Мавродина как железнодорожная станция, которая соединила бы их с дунайским портом Зимнича. Назван в честь тогдашнего принца Румынии Александра ІІ Гика. Планировка города выполнена Отто фон Моритцом. Во время русско-турецкой войны 1877—1878 гг. вместе с городом Зимнича был важным пунктом складирования провианта для русской армии.
В 1900 году численность населения составляла 13 675 человек, в это время город был известен как центр торговли зерном.
В конце 1960-х годов основу экономики города составляли мукомольная промышленность, металлообработка, деревообработка, а также первичная обработка льна и конопли.
В 1986 году численность населения составляла 53 тыс. человек, основой экономики являлись машиностроительная, металлообрабатывающая, текстильная и пищевая промышленность.

## Города побратимы
- Морле, (Франция)[6]